# Moschato (stacja metra)
Moschato – trzecia stacja metra ateńskiego na linii 1. Oddana do użytku w 1904 roku.